# Sojuz TM-29
La Sojuz TM-29 è stata la 38ª missione verso la stazione spaziale russa Mir.

## Equipaggio
| Ruolo                                        | Equipaggio al lancio                             | Equipaggio all'atterraggio                       |
| -------------------------------------------- | ------------------------------------------------ | ------------------------------------------------ |
| Comandante                                   | Viktor Afanas'ev, Roscosmos Mir EO-27 Terzo volo | Viktor Afanas'ev, Roscosmos Mir EO-27 Terzo volo |
| Ingegnere di volo 1                          | Jean-Pierre Haigneré, ESA Mir EO-27 Secondo volo | Sergej Avdeev, Roscosmos Mir 26/27 Terzo volo    |
| Cosmonauta ricercatore / Ingegnere di volo 2 | Ivan Bella Primo volo                            | Jean-Pierre Haigneré, ESA Mir 27 Secondo volo    |

### Equipaggio di riserva
| Ruolo                  | Equipaggio                 | Equipaggio                 |
| ---------------------- | -------------------------- | -------------------------- |
| Comandante             | Saližan Šaripov, Roscosmos | Saližan Šaripov, Roscosmos |
| Ingegnere di volo      | Claudie Haigneré, ESA      | Claudie Haigneré, ESA      |
| Cosmonauta ricercatore | Michal Fulier              | Michal Fulier              |

## Parametri della missione
- Massa: 7.150 kg
- Perigeo: 188 km
- Apogeo: 273 km
- Inclinazione: 51,6°
- Periodo: 1 ora, 28 minuti e 36 secondi